# 厙狄盛
厙狄 盛（しゃてき せい、生没年不詳）は、中国の東魏・北斉の軍人。字は安盛。本貫は懐朔鎮。

## 経歴
高歓の側近として都督となり、伏波将軍に任ぜられ、征戦に従った。功績により行唐県伯に封じられ、安北将軍を加えられた。幽州刺史となり、中軍将軍を加えられた。豫州鎮城都督となった。爵位は長広県公に進んだ。征西大将軍・開府儀同三司・朔州刺史に任じられた。天保元年（550年）、北斉が建国されると、華陽県公に改封された。朔州刺史に任じられたが、華陽県の封邑が遠かったので、并州の石艾県と肆州の平寇県・原平県・馬邑県の各数十戸を割いて、合わせて200戸をその食邑とした。まもなく辞任して、特進の位を受け、死去した。使持節・都督朔瀛趙幽安五州諸軍事・太尉公・朔州刺史の位を追贈された。

## 伝記資料
- 『北斉書』巻19 列伝第11
- 『北史』巻53 列伝第41